# Ogmodon vitianus
Ogmodon vitianus (фіджійська змія) — вид отруйних змій родини аспідових (Elapidae). Ендемік Фіджі. Це єдиний представник монотипового роду Ogmodon.

## Поширення і екологія
Фіджійські змії є ендеміками острова Віті-Леву. Вони живуть в рівнинних тропічних лісах і садах, серед пухкого грунту і опалого листя. Відкладають яйця.

## Збереження
МСОП класифікує цей вид як такий, що перебуває під загрозою зникнення. Ogmodon vitianus загрожує знищення природного середовища.